# Chavibetol
Chavibetol é um composto orgânico da classe dos fenilpropanoides.